# St. Johannes Evangelist (Berge)

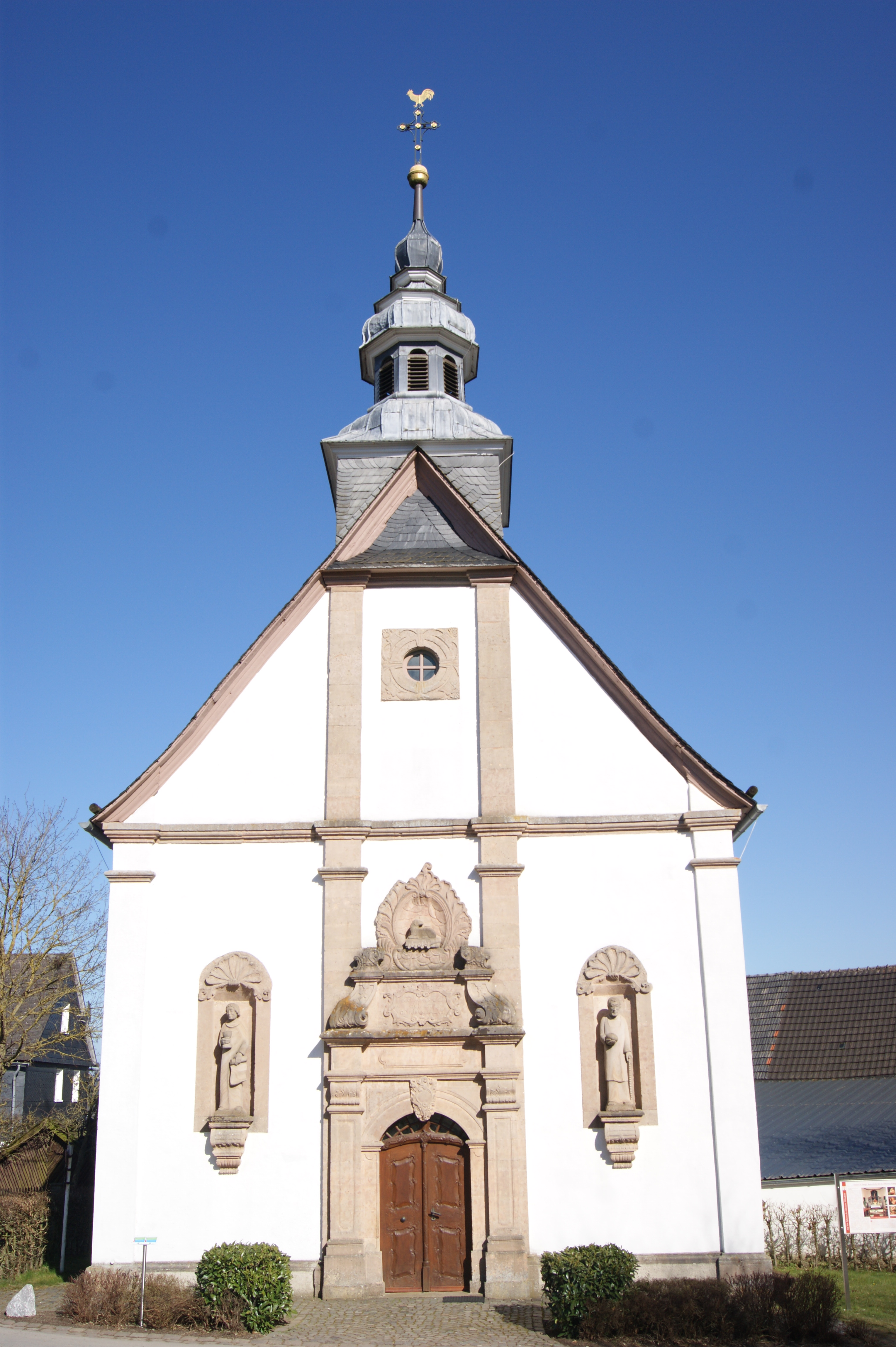
Bild von der Eingangsseite der Kapelle

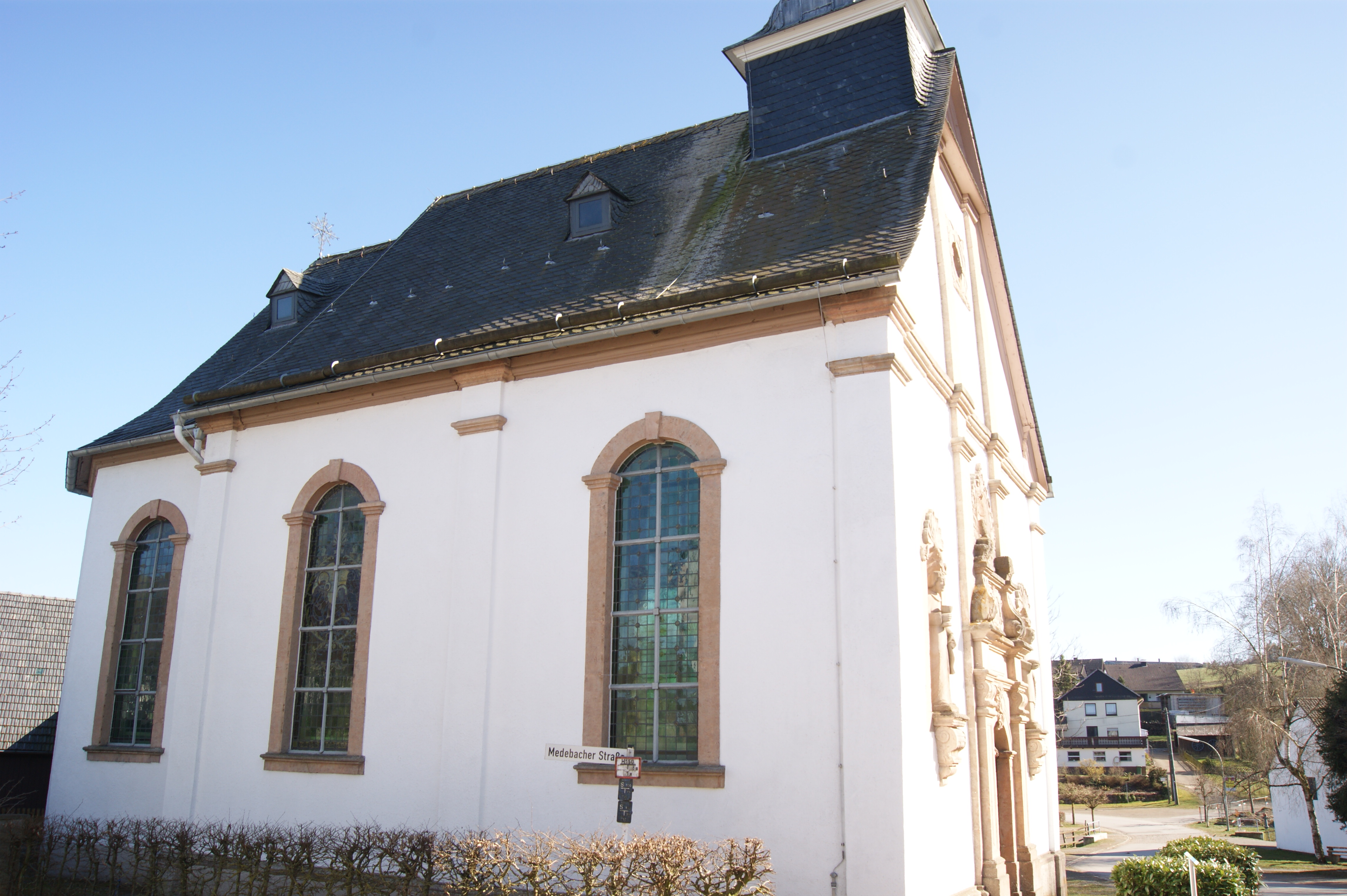
Nordansicht der Kapelle

Die katholische Kapelle St. Johannes Evangelist ist ein denkmalgeschütztes Kirchengebäude in Berge, einem Ortsteil von Medebach im Hochsauerlandkreis, Nordrhein-Westfalen.

## Geschichte und Architektur
Die Kirche stammt aus dem Jahr 1699 und wurde von Prior Petrus Cramer eingeweiht. Die Kirche hat 12 Apostelbilder aus dem Kloster Glindfeld inne. Ursprünglich stammen sie jedoch aus Flandern und entstanden im späten 17. Jahrhundert. Nach der Auflösung des Augustinerinnenklosters Glindfeld wurden sie an den Mönch Anton Vogt aus dem Weiler Roninghausen verkauft. Später wurden die Apostelbilder der Kirche in Berge übergeben. Einige bedeutende Kunstgegenstände sind aus Glindfeld in die Kirche in Berge gewechselt, so ist am Hochaltar aus dem 18. Jahrhundert an einigen Holzteilen das Glindfelder Wappen vorzufinden. Das Altarbild, welches die Kreuzigung Jesus zeigt, stammt aus der Schule von Rubens und wurde im frühen 18. Jahrhundert in Flandern gemalt.
Die kleine verputzte Saalkirche hat einen eingezogenen Chor mit abgeschrägten Ecken. Auf einem Chronogramm steht die Jahreszahl 1773. Die Westfassade mit Rokokoportal ist durch Pilaster gegliedert. Der Giebel ist mit einem Glockendachreiter, darüber eine gestufte Barockhaube gekrönt. Der Innenraum wird von Sandsteinpilastern bestimmt, die ein stuckiertes Holzgewölbe tragen. Über dem Eingang sind die lateinischen Worte Ecce Agnus Dei qui est omnibus salus (Seht das Lamm Gottes, das für alle das Heil ist) geschrieben.

## Ausstattung
- zwölf Apostelbilder vom Ende des 17. Jahrhunderts aus dem Kloster Glindfeld[3]
- Gemälde mit Darstellung der Kreuzigung aus dem ersten Viertel des 18. Jahrhunderts aus Flandern[4]

## Belege
1. ↑  Barockkapelle St. Johannes Evangelist in Berge. Sauerland, abgerufen am 3. April 2020.
2. ↑  Infotafel vor der Kirche: Auf den Spuren des Klosters Glindfeld - Station 20 - Berge, Katholische Kirche Johannes Evangelist
3. ↑  Kath. Filialgemeinde St. Johannes Evangelist - Berge - Pfarrgemeinden im Pastoralverbund - Pastoralverbund Medebach. Abgerufen am 3. April 2020.
4. ↑  Georg Dehio: Handbuch der Deutschen Kunstdenkmäler, Nordrhein-Westfalen. Band 2, Westfalen, Deutscher Kunstverlag, München 1969, S. 41

Koordinaten: 51° 10′ 0,5″ N, 8° 42′ 47,2″ O